# Godefridus Merks
Godefridus Merks Eckart, 30 oktober 1758 - Eindhoven, 30 januari 1788) is een voormalig burgemeester van de Nederlandse stad Eindhoven. Merks werd geboren als zoon van Cornelius Mercks en Maria van Haepert.
In 1786 was hij lid van het Eindhovens Patriotistisch Genootschap 'de Vaderlandsche Sociëteit Concordia’. Hij was  medisch dokter en samen met de bekende Patriotistisch staatsman Johan Frederik Rudolph van Hooff burgemeester van Eindhoven in 1787 en 1788.
Hij trouwde te Eindhoven op 18 juni 1785  met Maria Helena Donkers, dochter van Arnoldus Donkers en Digna Theresia van Baar, gedoopt te Woensel op 31 oktober 1752, overleden in Eindhoven op 14 juli 1837. Zij hertrouwde Andreas van den Hurk.